# Catalogue SS
Le catalogue SS est un catalogue d'étoiles compilé en 1977 par Bruce Stephenson et Nicholas Sanduleak. Il recense 455 étoiles présentant une raie d'émission Hα situées dans la Voie lactée. Son représentant le plus célèbre est sans conteste le microquasar SS 433.